# 江名郵便局
江名郵便局（えなゆうびんきょく）は、福島県いわき市にある郵便局である。民営化前の分類では集配特定郵便局であった（現在は集配機能を廃止）。

## 概要
住所：〒970-0311 福島県いわき市江名字南町9

## 沿革
- 1877年（明治10年）7月24日 - 中ノ作（なかのさく）郵便局（五等）として開設[1]。
- 1885年（明治18年）7月1日 - 中ノ作郵便受取所となる[1]。
- 1885年（明治18年）10月1日 - 貯金取扱を開始[1]。
- 1896年（明治29年）5月1日 - 為替取扱を開始[1]。
- 1901年（明治34年）2月1日 - 江名郵便局に改称[1]。
- 2007年（平成19年）10月1日 - 民営化に伴い、併設された郵便事業いわき支店江名集配センターに一部業務を移管。
- 2012年（平成24年）10月1日 - 日本郵便株式会社発足に伴い、郵便事業いわき支店江名集配センターを江名郵便局に統合。
- 2020年（令和2年）3月2日 - 集配業務を小名浜郵便局に移管。

## 取扱内容
- 郵便、印紙、ゆうパック、内容証明
- 貯金、為替、振替、振込、国債
- 生命保険、バイク自賠責保険
- ゆうちょ銀行ATM

## 周辺
- 江名公民館
- 江名港
- いわき市消防本部江名分遣所
- いわき市立江名小学校
- いわき市立江名幼稚園
- いわき市立江名保育所

## アクセス
- 新常磐交通バス 江名停留所下車後、徒歩約1分
- 駐車場あり：2台